# 燕塘乡
燕塘乡原属湖南省桂阳县下辖乡，2012年4月撤销。燕塘乡与原方元镇成建制合并设立方元镇。燕塘乡撤销前行政区划代码431021203；2011年末燕塘乡下辖麻地村、元里村、下燕村、青坪村、燕塘村、周家村、花果村、枫山村、大塘村、小冲村、白沙村、上邓村、高桥村、下邓村、六合村共计15行政村。